# Мы из джаза
«Мы из джаза» — советская музыкальная комедия 1983 года режиссёра Карена Шахназарова по сценарию Александра Бородянского и Шахназарова. Снят Творческим объединением комедийных и музыкальных фильмов киностудии «Мосфильм» осенью 1982 года. В широкий прокат картина вышла 6 июня 1983 года. Телевизионная премьера фильма состоялась 29 июня 1986 года по Первой программе ЦТ.
Фильм стал лидером по кассовым сборам среди советских полнометражных фильмов, за год проката его посмотрело 17,1 миллионов зрителей, картину закупили для просмотра 46 стран. Лента была отмечена призами на кинофестивалях. Признан «лучшим музыкальным фильмом года» читателями журнала «Советский экран». Диплом за лучший комедийный фильм на III Всесоюзной неделе-смотре работ молодых кинематографистов в Кишинёве (1983). Дипломы Международных кинофестивалей в Лондоне, Чикаго, Белграде, Гонконге (1983). Специальный приз жюри за талантливое решение молодёжной темы средствами музыкальной комедии и приз за лучшее исполнение женской роли Елене Цыплаковой на IV фестивале молодых кинематографистов в Москве (1984). Специальный приз жюри Международного кинофестиваля музыкальных фильмов в Гренобле (Франция, 1984). Серебряная медаль на Международном кинофестивале фильмов о джазе в Лодзи (Польша, 1984). В 1986 году режиссёр Шахназаров стал лауреатом премии Ленинского комсомола за развитие жанра музыкальной комедии в фильме.

## Сюжет
В 1926 году студента Одесского музыкального техникума Костю Иванова увлекает новое направление в музыке — джаз. За это увлечение его, комсомольца, выгоняют из техникума.
Костя хочет создать свой джаз-банд. По объявлению к нему приходят два друга-музыканта, бродячих артиста — Стёпа Грушко и Жора Рябов. Стёпа играет на банджо и трубе, а Жора — на скрипке и ударных. Константин заинтересовывает их джазом, и новоиспечённый джаз-банд начинает репетиции. Первое же выступление заканчивается потасовкой со слушателями, и Степан принимает решение — они с Жорой уходят. Костя в отчаянии, но тут появляются два «джентльмена», приглашающих джаз-банд сыграть на юбилее некоего «Папы».
В результате выступления для «Папы», который, как оказалось, был авторитетным вором, музыканты попадают в камеру милиции. В камере джазисты знакомятся с Иваном Ивановичем Бавуриным, который оказывается необходимым для полноценного джаз-банда саксофонистом, так как ранее играл в Лейб-гвардейском Преображенском полку на саксофоне.
Вместе с Иваном Ивановичем группа отправляется покорять Москву. Но там уже есть весьма успешный джазовый оркестр. Константин пытается привлечь в свой коллектив известную зарубежную джазовую певицу Клементину Фернандес, но мероприятие заканчивается для группы потерей как самой певицы, так и последних денег. Прослушивание перед комиссией на предмет разрешения играть в саду «Эрмитаж» также кончается неудачно: джаз-банд получает разгромную критику от руководителя оркестра Орлова.
Константин в отчаянии. Ударник и саксофонист вспоминают, что Костя когда-то упоминал о некоем капитане из Ленинграда, теоретике по джазу, по фамилии Колбаскин. И возникает мысль, что хорошо бы, если бы он высказал позитивное мнение о Костином творчестве. Но поскольку найти его затруднительно, друзья находят на улице человека, который согласился сыграть Колбаскина. В самый последний момент оказывается, что музыканты ошиблись: фамилия капитана вовсе не Колбаскин, а Колбасьев. Человек же, который должен был его сыграть, почему-то начинает упираться. Это вызывает весёлую реакцию со стороны Кости, и он выходит из хандры.
Героев приютил начальник «Ассоциации пролетарских музыкантов», большой поклонник джаза. Надежда вспыхнула с приходом одесской подружки Катьки, но она их бросила, поскольку была не уверена ни в успехе новой группы, ни в любви Кости. Костя остаётся с товарищами, и вместе они надеются на успех, который обязательно к ним придёт… И когда всё начало налаживаться, джаз в Советской России был объявлен «вне закона». Но на концерт был заблаговременно приглашён настоящий капитан Колбасьев…
Эпилог. Прошло много лет. 1982 год. Постаревшие друзья, ныне именитые музыканты, выступают перед широкой аудиторией в столичном киноконцертном зале «Октябрь». Герои состарились, но остались верны себе.

## В ролях
- Игорь Скляр — Костя Иванов (рояль)
- Александр Панкратов-Чёрный — Степан Аркадьевич Грушко (банджо, труба)
- Николай Аверюшкин — Георгий (Жора) Рябов (скрипка, ударные)
- Пётр Щербаков — Иван Иванович Бавурин (саксофон)
- Евгений Евстигнеев — «Папа», уголовный авторитет, «крёстный отец» местной мафии
- Леонид Куравлёв — Самсонов, начальник Ассоциации пролетарских музыкантов
- Борислав Брондуков — «капитан Колбаскин»
- Елена Цыплакова — Катя, она же — эстрадная звезда Изабелла Фокс
- Лариса Долина — Клементина Фернандес, зарубежная певица
- Юрий Васильев — Орлов, руководитель и дирижёр джаз-оркестра

### В эпизодах
- Вадим Александров — седой бандит-дебошир, обидчик «Хмыря»[2]
- Виталий Бобров — Колбасьев, капитан дальнего плавания
- Георгий Бахчиев — член комиссии
- Борис Гитин — член комиссии
- Юрий Гусев — мафиози
- Николай Кочегаров — Сидор, секретарь Самсонова
- Олег Казанчеев — Букин, студент музыкального техникума
- Ирина Мазур — спутница «Папы»
- Пётр Меркурьев — Егор, работник Ассоциации пролетарских музыкантов
- Григорий Маликов — экзаменатор
- Владимир Пицек — швейцар
- Александр Пятков — Ярышкин, официант
- Вячеслав Пацап — участник комсомольского собрания
- Пётр Складчиков — дебошир «Хмырь»
- Олег Савосин — дебошир («Наших бьют!»)
- Равиль Садыков — музыкант
- Евгений Семёнов — музыкант
- Карен Чахирьян — поэт
- Иван Шубин —
- Леонид Янков — музыкант (трубач)
- Анастасия Немоляева — девочка во дворе с граммофоном (нет в титрах)

## Съёмочная группа
- Автор сценария: Александр Бородянский, Карен Шахназаров[2]
- Режиссёр-постановщик: Карен Шахназаров
- Оператор-постановщик: Владимир Шевцик
- Художник-постановщик: Константин Форостенко
- Композитор: Анатолий Кролл, Марк Минков
- Звукооператор: Энгельсина Зеленцова
- Режиссёр: И. Кузнецова
- Оператор: В. Захарчук
- Художник-костюмер: В. Киселёва, Е. Сокольская
- Монтажёр: Лидия Милиоти
- Художник-гримёр: К. Гамель
- Комбинированные съёмки:
  - оператор: Д. Плетников
  - художник: О. Казакова
- Балетмейстер: Владимир Кирсанов
- Музыкальный редактор: Минна Бланк
- Редактор: Э. Ермолин
- Директор картины: Владимир Клименко

## Съёмки фильма
По словам режиссёра Карена Шахназарова, работая над сценарием, они старались с Александром Бородянским подробнее узнать о периоде середины 20-х годов, когда в СССР появились первые джазовые коллективы. Создателям помогла книга Алексея Баташева «Советский джаз» (1972) и беседы с руководителем одного из первых джаз-оркестров Александром Варламовым.
Роль Кости Иванова изначально должен был сыграть Дмитрий Харатьян, но его кандидатуру отклонил худсовет. Игорь Скляр в это время снимался в соседнем павильоне и однажды столкнулся с режиссёром Шахназаровым, который вспомнил его работу в фильме «Только в мюзик-холле» и сразу предложил попробоваться на главную роль.
Джазовый музыкант Александр Варламов помог придумать сюжет с американской оперной певицей, которая приехала в СССР совершенствовать своё искусство. Это был реальный случай из его жизни. Американку в фильме сыграла Лариса Долина. 10 ноября 1982 года во время съёмки приезда певицы на вокзал прибежало руководство вокзала и потребовало, чтобы они прекратили веселье, поскольку «Брежнев умер, и в стране траур». На что Шахназаров позвонил директору студии «Мосфильм», и тот разрешил съёмки с условием, что музыканты будут играть музыку потише.
В одном из последних эпизодов фильма герои Елены Цыплаковой и Игоря Скляра бьют чечётку. Обучал их профессиональный чечёточник Владимир Кирсанов, а на репетицию было потрачено три месяца. А пела за актрису профессиональная певица Ольга Пирагс, чей голос был записан на фонограмму перед съёмкой эпизода. Песню про чемоданчик за актёра Александра Панкратова-Чёрного пел оператор картины Владимир Шевцик.

### Пробы на роль
- На главную роль Кости Иванова пробовались Дмитрий Харатьян[4], Евгений Дворжецкий, Михаил Ширвиндт, Сергей Маковецкий.
- На роль Стёпы Грушко пробовался Николай Еременко-младший.
- На роль Жоры пробовался Леонид Ярмольник.
- На роль Кати (Кэт) пробовалась Любовь Полищук. Её же рассматривали на роль Клементины Фернандес.
- На роль Орлова пробовался Ивар Калныньш.

## Музыка
В фильме использовано много джазовой музыки в исполнении эстрадного оркестра «Современник» под управлением Анатолия Кролла (соло на рояле) и архивные записи 1920-х годов.
В фильме исполнены песни Марка Минкова «Спасибо, музыка» и «Старый рояль» на стихи Дмитрия Иванова; солисты: Ольга Пирагс, Игорь Скляр, Лариса Долина, Владимир Шевцик, Николай Аверюшкин (в списке исполнителей песен не указан).

## Критика
В 1983 году в октябрьском номере журнала «Спутник кинозрителя» кинодраматург Фархад Агамалиев отметил, что музыкальная комедия «Мы из джаза» представляет собой великолепно стилизованный под импровизацию рассказ о времени 20-х годов, когда из-за тяги к джазу как «элементу буржуазной культуры» можно было пострадать.
В 1983 году в ноябрьском номере журнала «Советский экран» кинокритик Валерий Семеновский пришёл к выводу, что создатели фильма предприняли попытку возродить и продолжить традицию советского джаза, однако фильму не хватает «парадоксальной неотразимости», которая была присуща картинам «Цирк» и «Весёлые ребята».
В 1984 году в июньском номере журнала «Искусство кино» кинокритик Валерий Кичин упомянул о хронологических неувязках в фильме, например, картина повествует о зарождении советского джаза в Одессе, но, приехав в столицу, герои попадают на концерт уже сложившегося профессионального джаз-бэнда, что не соответствует легенде. По мнению автора, у фильма не было шумного успеха в кинозалах, поскольку создателями не учтены музыкальные вкусы и пристрастия нынешних молодых зрителей, которые, согласно статистике, являются основными посетителями залов.
В 1984 году в июльском номере журнала «Советский экран» композитор Юрий Саульский отметил, что ретро-музыка Анатолия Кролла вместе с песнями Марка Минкова очень точно воссоздала «дух эпохи, когда делал свои первые шаги советский джаз».
В 1984 году в октябрьском номере журнала «Мелодия» кинокритик Андрей Колосов подчеркнул, что наш кинематограф дважды обращал свой взор на джазовых музыкантов: «Весёлые ребята» (1934) и «Мы из джаза» (1983). Фильм возвращает зрителей в 1920-е годы — эпоху зарождения советского джаза, причём не воссоздаёт историю какого-либо подлинно существовавшего джазового ансамбля, а скорее рассказывает зрителю об этом времени. Автор добавил, что фирма «Мелодия» выпустила пластинку «Музыка из кинофильма „Мы из джаза“», автором которой является известный джазовый музыкант, дирижёр и композитор Анатолий Кролл.

## Реставрация
В 2001 году фильм был полностью отреставрирован киновидеообъединением «Крупный план» совместно с компанией «Крупный план диджитэл». Материалы для реставрации были предоставлены Госфильмофондом России. Результат был выпущен на DVD в 2002 году и дополнен 20-минутным интервью с Шахназаровым. В 2010 году компания «Цифровой элемент» совместно с киноконцерном «Мосфильм» заново покадрово оцифровала фильм с исходного негатива и отреставрировала под формат высокой чёткости, выпустив его на Blu-ray 20 мая 2010 года. «Мосфильм» также опубликовал эту версию на YouTube 12 августа 2011 года. В 2018 году «Крупный план» выпустил коллекционное издание фильма на Blu-ray + DVD из серии «Полная реставрация изображения и звука». В июле 2021 года «Мосфильм» обновил качество фильма на YouTube до разрешения 4K. Цифровая реставрация изображения и звука была выполнена самим киноконцерном

## Документалистика
- Документальный фильм. Автор и ведущий — Александр Казакевич. Режиссёр — Константин Голенчик. ООО «Студия „Неофит“» по заказу ГТРК «Культура». 2014 г (27 июня 2020). Мы из джаза. Проснуться знаменитым. Кино о кино.  40 мин. Россия-Культура.